# Tempio di Giove Appennino
Il tempio di Giove Appennino o di Giove Pennino era un tempio umbro-romano che sorgeva alle falde del monte Catria, tra Umbria e Marche, nel territorio delle antiche città di Iguvium (Gubbio) e Luceoli, ora al confine tra i comuni di Scheggia e Pascelupo, in provincia di Perugia, e Cantiano in provincia di Pesaro e Urbino. Il tempio sorgeva nei pressi dell'antica via Flaminia (l'odierna SS3), a 135 miglia da Roma, dove la via valicava gli Appennini.  La struttura, un tempo uno dei più importanti santuari umbri, è ora completamente scomparsa.

## Denominazione
Il tempio era dedicato a Jupiter Poeninus o Apenninus: Jupiter è la romanizzazione di Poenina/Poeninus, una divinità celtica. La divinità era legata al dio ligure Poeninus menzionato da Tito Livio in relazione ad un culto sulla montagna, a sua volta legato al termine celtico pen, con il significato di monte, collina e, in genere, altura. Il culto di Giove Pennino è testimoniato non solo a Scheggia ma anche in territori vicini, come a Nuceria, dove la cima più alta della zona, Monte Pennino, ha preso il nome dal dio. Esso nacque comunque prima della conquista romana, e fu importato in Umbria dai Celti.
Un'iscrizione dedicatoria descritta di seguito attribuisce a questa divinità l'appellativo di "Optimus Maximus", proprio di Giove, al quale doveva essere assimilato. La divinità va identificata con Iuppiter Grabovius, dio più volte citato nelle Tavole eugubine. Insieme con Mars Grabovius e Vofionus Grabovius era parte della Triade Arcaica venerata a Ikuvium.
Come argomenta il ricercatore Euro Puletti in "Riscoperta e recupero dei siti archeologici umbro-romani nel Parco Regionale del Monte Cucco", "Un nome di luogo, designante la zona del valico di Scheggia è Lucèrta. Io ho creduto di interpretarlo coi due termini latini, “fusisi” tra loro: luci, “del bosco sacro” ed erctus, “pendio ripido” (la via Flaminia fin qui snodatasi).
Si può allora pensare che l’antica via Flaminia, salendo qui con un erto pendio, attraversasse il bosco sacro dell’area sacra contornante il tempio di Giove Appennino. I boschi sacri, d’altronde, come si sa, avviluppavano spesso le antiche costruzioni religiose pagane. Pio Paolucci stesso, trattando del sorgere dell’abitato di Luceoli sulle rovine della romana Ad Ensem, dice di quest’ultima che: “… fu rasa al suolo e le genti (furono) disperse nei ‘luci’, che nei secoli anteriori facevano corona al tempio di Giove Appennino…” (cors. agg.). Nelle Tavole Eugubine, poi, si parla di due boschi sacri, l’uno di Coretio e l’altro denominato con l’attributo aggettivale di Giovio, ossia “di Giove”. Non mi sembra dunque irragionevole supporre che quest’ultimo bosco potesse, in antico, situarsi nelle vicinanze del tempio di Giove Appennino, cioè nel territorio attuale di Scheggia.
Anche l’antico poleonimo Luceoli, popolarmente reso con la forma composta Città Luceoli, può forse interpretarsi come un diminutivo del latino lucus, “bosco sacro”. Una preziosa testimonianza orale, offertami da Amato Gasparri, abitante nella località Fiume, assai prossima all’area della Piaggia dei Bagni, che diversi autori indicano quale probabile ubicazione del tempio di Giove Appennino, attesta che la tradizione orale definiva questo luogo con il significativo nome di Foresta Sacra".

## Ubicazione

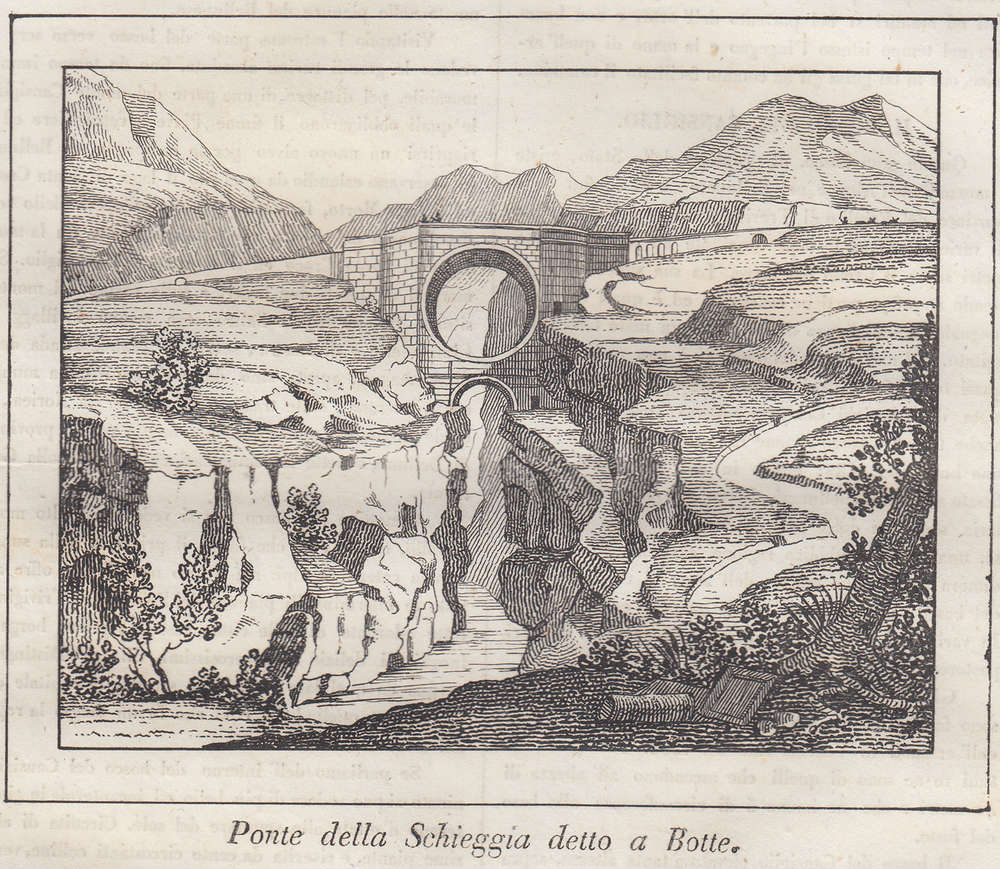
Il Ponte a botte lungo la Via Flaminia vicino a Scheggia in una xilografia del 1837. Si ipotizza che il tempio si trovasse sulla montagna sopra la parte meridionale (destra) del ponte

La Tabula Peutingeriana, sempre del III secolo, riporta, nel punto in cui la via Flaminia oltrepassa gli Appennini, la scritta ad Ensem, riferita ad una stazione di posta e, vicina a questa, il disegno di un tempio, con la scritta "Iovis Penninus id est Agubio", riferita alla vicina città di Gubbio (Iguvium).
La Statio ad Hensem, citata da tutti gli Itineraria antichi (Antonino, Gaditano, Burdigalense) è stata identificata con il moderno villaggio di Scheggia, ed era situata a 140 miglia da Roma lungo la Via Flaminia. Gubbio, non essendo menzionata negli Itineraria, in quanto discosta dalla via Flaminia, venne menzionata solo in quanto posta nei pressi del Tempio di Giove. È possibile che ad hensem facesse allora parte del territorio eugubino, ipotesi supportata dalla testimonianza di Plinio il Giovane, che nella sua Naturalis historia scrive che gli abitanti di Gubbio solevano vendere lungo la Via Flaminia una certa erba medicinale.
In un'opera ottocentesca i ruderi allora visibili nei pressi del castello della Scheggia furono attribuiti al santuario citato nelle fonti antiche. Secondo Gaetano Moroni, il tempio di Giove Appennino sarebbe stato situato in località La Piaggia dei Bagni di Scheggia, a circa 2. 5 km dall'abitato di Scheggia. Questo luogo è vicino al moderno Ponte a Botte, eretto nel 1802-5 lungo la via Flaminia, nel sito denominato Campo delle Grigne, cioè 'il campo delle rocce conglomerate', sulle pendici nord-occidentali del Monte Sènnico (detto anche delle Pianelle o Petrara).
Quest'area apparteneva al territorio delle antiche città di Iguvium (l'odierna Gubbio) e Luceoli, e oggi si trova al confine tra i comuni di Scheggia e Pascelupo, in provincia di Perugia, e Cantiano in provincia di Pesaro e Urbino. Il tempio sorgeva dove l'antica via Flaminia attraversava gli Appennini, a 135 miglia da Roma. Prima della costruzione del ponte a botte, la strada scendeva attraversando un torrente e si snodava poi su per la montagna in un tortuoso percorso di nove curve (noto come la Lumaca di Scheggia). Da un passo del poeta Claudiano, è probabile che il tempio si trovasse in cima al pendio, in corrispondenza della moderna Casa Cantoniera dell'ANAS.

## Storia
Per chi accetta la versione del ritrovamento delle Tavole eugubine presso Scheggia nel 1444,  queste erano verosimilmente ospitate nel tempio. In tal caso il santuario - in modo analogo al Fanum Voltumnae degli Etruschi - potrebbe essere identificato come il santuario federale degli Umbri. Come tale esso doveva avere un'età considerevole, e sarebbe stato romanizzato in un momento successivo. Il periodo ante quem per la sua costruzione è il I secolo d.C., l'età di un cippo descritto nella sezione successiva.
Dalle notizie delle fonti antiche sappiamo che era noto nel III secolo come santuario oracolare: nella Historia Augusta Flavio Vopisco riferisce come l'imperatore Aureliano volesse esporre nel suo tempio del Sole a Roma una statua d'oro di Giove e come, "Appenninis sortibus additis" ("secondo il responso dell'oracolo degli Appennini"), avrebbe voluto chiamarlo con il nome di Giove  "Console" o "Consulente". Un altro autore dell'Historia Augusta, Trebellio Pollione racconta come l'imperatore Claudio il Gotico avesse consultato tre volte l'oracolo "in Appennino", per sé stesso, per i propri discendenti e per il fratello Quintillo.
L'importanza del tempio può essere dedotta anche dal fatto che nella Tabula Peutingeriana è uno dei tre templi raffigurati lungo l'intera via Flaminia.

Il tempio si conservava ancora agli inizi del V secolo: il poeta Claudio Claudiano, descrivendo il viaggio dell'imperatore Onorio da Ravenna a Roma nel 404, riporta come dopo la gola del Furlo l'imperatore 
.

## Ritrovamenti

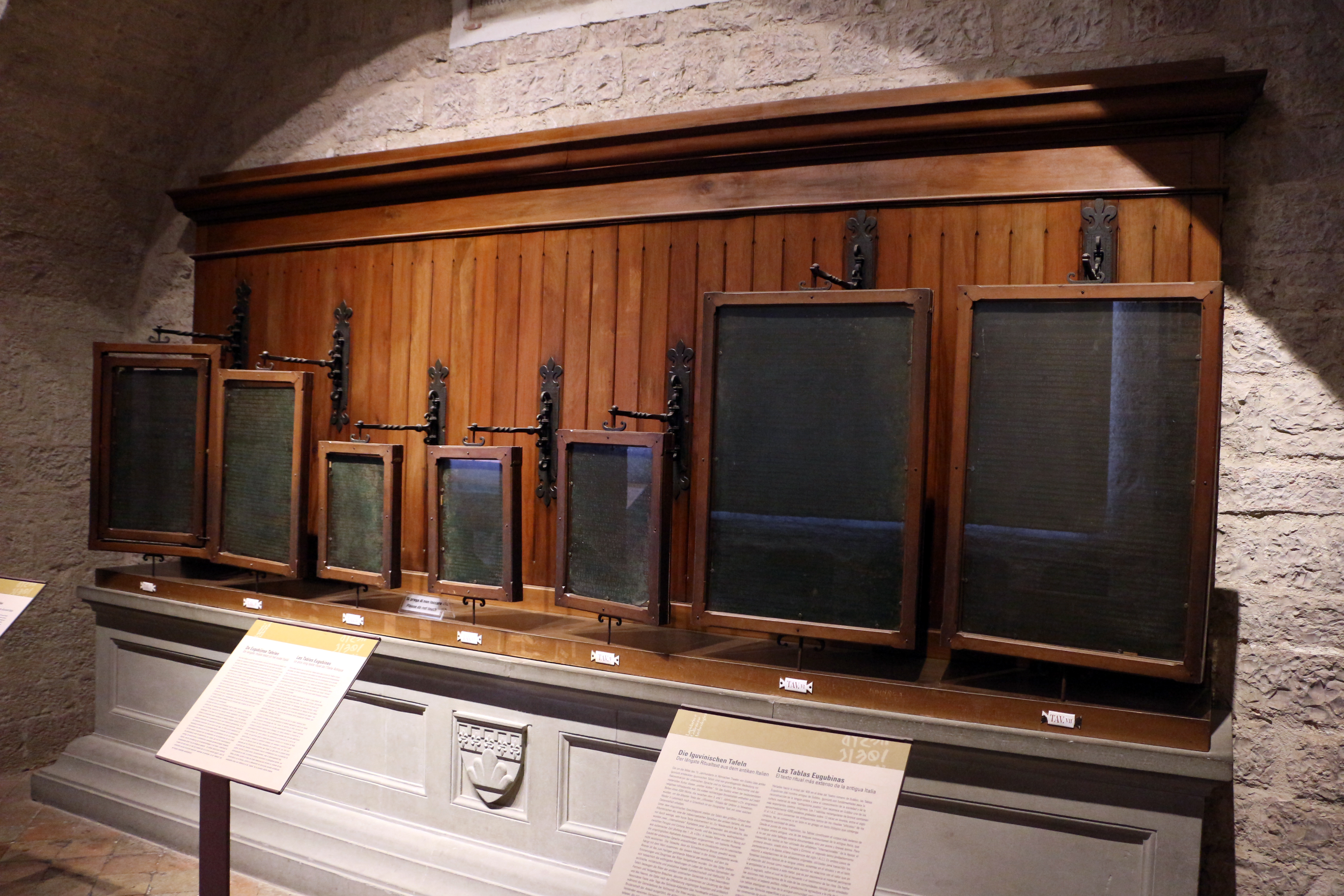
Le Tavole di Gubbio erano probabilmente conservate nel tempio

All'inizio del XVIII secolo, durante i lavori di miglioramento della via Flaminia ordinati da papa Clemente XI (r. 1700-1721), in località "Piaggia dei Bagni", tra l'attuale Scheggia e Pontericciòli di Cantiano, furono scoperti resti di antichi edifici e una stele dedicatoria iscritta con dedica a Giove Appennino.
La stele, risalente al I secolo d.C. e oggi conservata presso il Museo lapidario maffeiano di Verona, reca la seguente dedica di una coppia di liberti di origine greca a Giove Appennino:

Un'altra stele, rinvenuta all'inizio del XVIII secolo nello stesso luogo in cui fu trovata l'epigrafe precedente e ora nel Museo di antichità di Torino, fu dedicata a Giove Ottimo Massimo da una donna romana:
La scoperta nella Piaggia dei Bagni di due epigrafi entrambe relative a Giove rafforza l'ipotesi sull'ubicazione del Tempio di Giove Appennino in questa località.
Scavi più recenti hanno riportato alla luce vasche di epoca romana, che raccoglievano le acque delle locali sorgenti, collegate ipoteticamente al santuario. Esse sono simili a quelle costruite accanto al Tempio della Fortuna Primigenia a Praeneste. Queste vasche, che fanno luce sull'origine del toponimo ("spiazzo dei Bagni"), permettevano ai fedeli di lavarsi e fare abluzioni prima di pregare nel tempio.
La struttura del tempio, invece, è ora completamente scomparsa.
Come scrive lo studioso Euro Puletti, in "Riscoperta e recupero dei siti archeologici umbro-romani nel Parco Regionale del Monte Cucco", "Un qualche manufatto sacro dovette pur sopravvivere al Tempio di Giove presso la Piaggia dei Bagni. Ciò è testimoniato, fra l’altro, dal ritrovamento antico di una sorta di bellissimo pozzo, forse identificabile con una favissa, ossia una cavità nella quale venivano gettate le effigi di deità decadute o le suppellettili sacre oramai fuori uso, perché non venissero profanate.
Attendibili testimonianze di fonte orale attestano come nell’area limitrofa alla Piaggia dei Bagni venissero, attraverso il tempo, alla luce vari reperti archeologici, certo riferibili al tempio di Giove, o ad altro manufatto di natura sacrale. In base ad essi si potrebbe tentare di abbozzare una ricostruzione ideale dell’edificio sacro.
Di tali frammentarie vestigia archeologiche non è più dato conoscere l’ubicazione, né è più possibile sapere quale fine abbiano mai fatto.
Oltre alle pietre calcaree da costruzione, che Edoardo Martinori sostiene siano andate a costituire la struttura portante dell’originario Ponte a Bótte del secolo XVIII, intorno alla Piaggia dei Bagni vennero inopinatamente alla luce:
1)     frammenti di marmi policromi (forse i resti di una pavimentazione);
2)     vasche in pietra calcarea (i probabili bagni del tempio, ricordati dal toponimo), che taluno riferisce fossero parzialmente rivestite di vetri policromi, disposti a mosaico;
3)     un pozzo (da me identificato con la favissa del tempio);
4)     un piedistallo marmoreo a tre gradini, di forma semicircolare (probabile base della statua del dio);
5)     una statua d’oro (o marmorea, secondo altri), recante sul capo l’effigie d’oro di un uccello. Sembra che tale statua fosse mutila di un braccio e che l’uccello sul suo capo si fosse successivamente staccato. Lo stesso braccio mancante pare fosse stato rinvenuto in epoca anteriore e portato in Inghilterra.
Grossi blocchi di Conglomerato, fungenti da probabile sostruzione della limitrofa via Flaminia, vennero alla luce sempre nella medesima zona. In un luogo vicino a questo, pare si scoprissero degli allineamenti di antichi muri.
Pare, inoltre, che durante dei lavori di consolidamento della scarpata a monte della via Flaminia fossero venuti alla luce resti esigui di capitelli d’ordine corinzio, i quali si dice venissero in seguito addirittura macinati per farne calce.
Di concamerazioni sotterranee di oscura destinazione, ma, sempre, comunque, in probabile collegamento col tempio di Giove, riferisce una leggenda popolare, relativa ad un personaggio storico di Scheggia, Vital D’Angelo, in cui si dice che, nelle citate cavità, trovassero posto tre mucchi di minerali preziosi: di oro il primo, di argento il secondo, di rame il terzo.
Si racconta, poi, anche del ritrovamento di una scalinata marmorea (probabilmente quella del tempio) che, dipartendosi dall’attuale via Flaminia, si dirigeva verso la contigua montagna.
Alcuni defunti abitanti della frazione di Fiume giungevano un tempo persino a sostenere che il Fosso della Foce, durante le sue periodiche piene, trasportasse vari reperti archeologici, che le acque abbandonavano poi sul greto del corso d’acqua".